# Inhibition Growth Concentration
Die Inhibition Growth Concentration (IGC, Wachstumshemmungskonzentration) ist eine Maßzahl, um die Toxizität einer Substanz zu beschreiben.
Durch die Inhibition Growth Concentration 50 (IGC50, „Wachstumshemmungskonzentration 50“) wird die Konzentration der giftigen Substanz bestimmt, bei der das untersuchte Zellwachstum auf die Hälfte (50 %) vermindert ist.